# 中根聡太
中根 聡太（なかね そうた、1996年3月2日 - ）は、日本の元男子バレーボール選手、指導者である。

## 来歴
愛知県岡崎市出身。父がバレーボールのコーチであり、自身も7歳の頃からバレーボールを始める。
岡崎市立矢作南小学校、岡崎市立矢作中学校卒業。2011年4月、星城高等学校に進学。石川祐希とは小学、中学、高校と同じチームでプレーした。2012年度、2013年度に、インターハイ、国民体育大会、春高バレーで3冠（2年で6冠）を達成した。
2014年、筑波大学に進学。2015年、全日本大学選手権大会（全日本インカレ）で準優勝。2016年、春季関東大学リーグで優勝。2017年にも全日本インカレで準優勝。2017/18シーズン、V・プレミアリーグ（当時のVリーグ1部リーグ）に所属するジェイテクトSTINGSの内定選手となった。内定選手としてV・プレミアリーグの試合に出場し、Vリーグデビューを果たした。
2018年、大学卒業後に、ジェイテクトSTINGSに入団した。
2019/20シーズン、V1男子で正セッターとして活躍し、チームを初優勝に導いた。しかし、自身はシーズンが始まった頃から最後のシーズンにすると決めていて、優勝を決めたファイナルをもって現役を引退した。
2020年、引退後は母校である星城高等学校の教員となり、恩師の下で男子バレーボール部のコーチとなった。同年度の春高バレー全国大会より、恩師から引き継ぎ監督となった。

## 人物
- もともと高さがなく、学生時代はプロになることが大変だと思い、Vリーグでのプレーはあまり考えてなかったとのこと。それでもバレーボールは好きで、ずっとバレーボールに携わっていきたい気持ちはあり、指導者になるために筑波大学で教員免許を取得した[3]。
- 大学リーグ優勝、インカレ準優勝を果たし、選手として自信が出てきたところで地元のジェイテクトSTINGSから声が掛かり、入団を決めたと話している[3]。

## 所属チーム
- 星城高等学校（2011-2014年）
- 筑波大学（2014-2018年）
- ジェイテクトSTINGS（2018-2020年）